# 아페시

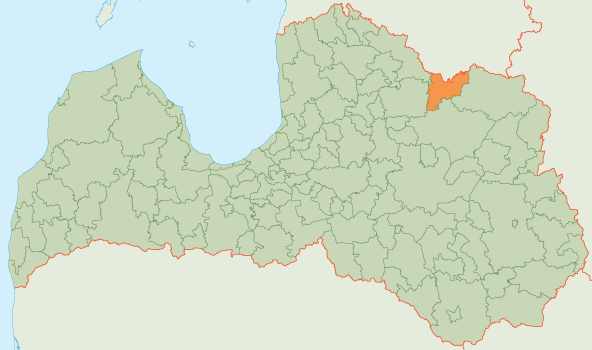
아페 시의 위치.

아페시(라트비아어: Apes novads)는 라트비아의 지방 자치체로, 행정 중심지는 아페이며, 아페 시의 면적은 545.1km2이고, 아페 시의 인구는 2009년 기준으로 4,379명이며, 아페 시의 인구 밀도는 8.0명/km2이다. 또한 아페 시는 1개의 도시, 4개의 교구를 관할한다.

## 같이 보기
- 라트비아의 행정 구역